# Prosinec 2009
1. prosince
- V platnost vstoupila tzv. Lisabonská smlouva.[1]

2. prosince
- Prezident Barack Obama oznámil, že Spojené státy zvýší počet vojáků ve válce v Afghánistánu o 30 000 na celkových 100 000, o posily požádají také spojence. Nová strategie, zahrnující zvýšení bojové činnosti proti Tálibánu, výcvik místních ozbrojených sil a podporu rozvoje země, by měla umožnit stahování vojsk od poloviny roku 2011.[2]

5. prosince
- Na brněnském sjezdu Strany zelených byl zvolen předsedou Ondřej Liška. Ten zelené dočasně vedl od neúspěšných červnových eurovoleb, kdy rezignoval předchozí předseda Martin Bursík.[3]

6. prosince
- Ve druhém kole rumunských prezidentských voleb těsně zvítězil dosavadní pravicový prezident Traian Băsescu (50,33 % hlasů). Poražený Mircea Geoana, kandidát sociální demokracie, volby označil za zmanipulované.[4]
- V bolivijských prezidentských volbách obhájil svůj post Evo Morales, vyslovilo se pro něj přes 60 % voličů. Jeho strana Hnutí za socialismus získala v souběžných volbách většinu v obou komorách parlamentu.[5]

13. prosince
- Zemřel Paul A. Samuelson, americký ekonom a nositel Nobelovy ceny za ekonomii.[6]

8. prosince
- Nejméně 127 mrtvých a téměř dvě stovky zraněných si vyžádala série 5 explozí – teroristických útoků v iráckém Bagdádu. Bomby ukryté v automobilech explodovaly na různých místech v centru metropole.[7][8]

14. prosince
- Z obavy před teroristickými útoky na plynovody pozastavilo Rusko dodávky zemního plynu do Arménie a do kavkazských republik Ingušska. Na plynovodu do Arménie byly v neděli v noci objeveny nálože a miny.[9]

15. prosince
- První zkušební let absolvoval letoun nového typu Boeing 787 Dreamliner, zkouška se odehrála ve firemním komplexu v Everettu u amerického Seattlu. Tento první nový model firmy Boeing od roku 1995 je zároveň prvním komerčním letadlem na světě vyrobeným místo hliníku z kompozitů s uhlíkovými vlákny. Díky novému materiálu je lehčí a odolnější než nynější letadla, což se má projevit v levnější údržbě a nižší spotřebě (až o 20 %).[10]

17. prosince
- Finanční krach skotské letecké společnosti Globespan měl za následek kolaps skotských aerolinek Flyglobespan. Po ukončení letů tak v zahraničí zůstalo přibližně 4500 turistů, kteří mají u společnosti rezervované zpáteční lety.[11]

18. prosince
- Americká automobilová společnost General Motors oznámila, že ukončí provoz ztrátové švédské divize Saab Automobile. Stalo se tak poté, co zkrachovala snaha prodat Saab nizozemskému výrobci luxusních vozů Spyker Cars.[12] K dohodě nakonec došlo na začátku roku 2010.

19. prosince
- Na 15. konferenci smluvních stran Rámcové úmluvy OSN o změně klimatu v Kodani byla pouze vzata na vědomí nezávazná deklarace vyjadřující snahu se změnou bojovat, ale nepodařilo se schválit závazný plán snižování emisí skleníkových plynů, který by navazoval na Kjótský protokol.[13]

20. prosince
- Výhercem soutěže Česko Slovenská Superstar se stal Martin Chodúr.

22. prosince
- Srbsko podalo přihlášku do Evropské unie. Přihlášku odevzdal prezident Boris Tadić do rukou předsedajícího Švédska.[14]
- V Praze ve věku 71 let zemřela česká herečka Milena Dvorská.[15]

23. prosince
- Tým Formule 1 Mercedes oznámil, že za něj bude v roce Formule 1 v roce 2010 závodit Michael Schumacher. Nejúspěšnější pilot historie se do formule 1 vrací po 3 letech.[16]

26. prosince
- Ve věku 86 let zemřelý český divadelní, televizní a filmový herec Jaroslav Moučka.[17]

29. prosince
- Akmal Shaikh, Brit usvědčený z pašování heroinu, byl v Číně popraven smrtící injekcí navzdory mezinárodním protestům.[18]

31. prosince
- V Litvě byl ukončen provoz posledního reaktoru jaderné elektrárny Ignalina. Uzavření elektrárny černobylského typu, která zajišťovala až 80 % výroby elektřiny v zemi, bylo podmínku vstupu do Evropské unie. Zvýšila se tak energetická závislost na okolních státech včetně Ruska a očekává se růst cen elektrické energie.[19]
- V obchodním domě Sello ve finském městě Espoo zastřelil kosovský Albánec Ibrahim Shkupolli nelegálně drženou zbraní čtyři zaměstnance hypermarketu Prisma. Kromě nich zastřelil i svou bývalou družku v jejím vlastním bytě a nakonec spáchal sebevraždu.[20][21]